# Nops branicki
Nops branicki (лат.) — вид мелких пауков рода Nops из семейства Caponiidae. Южная Америка: эндемик Французской Гвианы. Длина голотипа самки 4,4 мм. На головогруди имеют только 2 глаза. Вид Nops branicki был впервые описан в 1874 году российским зоологом Владиславом Казимировичем Тачановским (Władysław Taczanowski, 1819—1890) под первоначальным названием Diops branicki. Таксон Nops branicki включён в состав рода Nops MacLeay, 1839 вместе с Nops bellulus, Nops anisitsi, Nops blandus и другими видами.